# Champion of the World
Champion of the World è un singolo del gruppo musicale Coldplay, pubblicato il 24 febbraio 2020 come terzo estratto dall'ottavo album in studio Everyday Life.

## Descrizione
Penultima traccia dell'album, il brano è caratterizzato da un campionamento di Los Angeles Be Kind degli Owl John, oltre a una citazione del film E.T. l'extra-terrestre contenuta nella sezione finale. Il testo, invece, è di carattere ottimista e cita vari eventi, tra cui un incontro di boxe duramente vinto o un maestoso giro in bicicletta.
Il brano è stato inizialmente reso disponibile per l'ascolto dal gruppo il 20 novembre 2019 insieme a un lyric video.

## Video musicale
Il video, diretto da Cloé Bailly e ambientato a Los Angeles, è stato reso disponibile il 25 febbraio 2020 attraverso il canale YouTube del gruppo.

## Tracce
Download digitale
1. Champion of the World – 4:17

Download digitale – versione dal vivo
1. Champion of the World (Live at NPR's Tiny Desk) – 3:36

## Formazione
Gruppo
- Chris Martin – voce, chitarra acustica, pianoforte
- Jonny Buckland – chitarra elettrica e acustica, tastiera, cori
- Guy Berryman – basso, cori
- Will Champion – batteria, cori, tastiera, chitarra acustica

Altri musicisti
- Rik Simpson – effetti sonori, programmazione, tastiera, cori
- Daniel Green – effetti sonori, programmazione, tastiera, cori
- Bill Rahko – effetti sonori, programmazione, tastiera, cori

Produzione
- The Dream Team – produzione, ingegneria del suono
- Angel Lopez – produzione aggiuntiva
- Federico Vindver – produzione aggiuntiva
- Max Martin – coproduzione
- Mark "Spike" Stent – missaggio
- Michael Freeman – assistenza al missaggio
- Matt Wolach – assistenza al missaggio
- Miguel Lara – ingegneria del suono aggiuntiva
- Aleks von Korff – ingegneria del suono aggiuntiva
- Lionel Capouillez – ingegneria del suono aggiuntiva
- Fiona Cruickshank – ingegneria del suono aggiuntiva
- Beatriz Artola – ingegneria del suono aggiuntiva
- Raplh Cacciurri – ingegneria del suono aggiuntiva
- Lance Robinson – ingegneria del suono aggiuntiva
- Sam Harper – ingegneria del suono aggiuntiva
- Matt Latham – direzione studio
- Anthony De Souza – assistenza tecnica
- Luke Pickering – assistenza tecnica
- Chloe Kramer – assistenza tecnica
- Henri Davies – assistenza tecnica
- Marenius Alvereng – assistenza tecnica
- Tyler Gordon – assistenza tecnica
- Kaushlesh "Garry" Purohit – assistenza tecnica
- Lance Powell – assistenza tecnica
- Charley Pollars – assistenza tecnica
- Crystal Mangano – assistenza tecnica
- Tate McDowell – assistenza tecnica
- Stephanie Streseman Wilkinson – assistenza tecnica
- Laurence Anslow – assistenza tecnica
- Tony Smith – assistenza tecnica
- Nick "Mystic" Davis – assistenza tecnica
- Natasahe Carter – assistenza tecnica
- Thomas Warren – assistenza tecnica
- Matt Glasbey – assistenza tecnica
- Jacques du Plessis – assistenza tecnica
- Gavin Flaks – assistenza tecnica
- Zach Brown – assistenza tecnica
- Daniel Watson – assistenza tecnica
- Chenso Wang – assistenza tecnica
- Bastien Lozier – assistenza tecnica
- Pierre Houle – assistenza tecnica
- Baptiste Leroy – assistenza tecnica
- Erwan Abbas – assistenza tecnica
- Matt McGinn – assistenza tecnica
- Craig "Hoppy" Hope – assistenza tecnica
- Emily Lazar – mastering
- Chris Allgood – assistenza al mastering

## Classifiche
| Classifica (2019-20)             | Posizione massima |
| -------------------------------- | ----------------- |
| Belgio (Fiandre)                 | 87                |
| Belgio (Vallonia)                | 62                |
| Regno Unito                      | 93                |
| Stati Uniti (alternative)        | 28                |
| Stati Uniti (rock & alternative) | 13                |
| Svizzera                         | 56                |

## Date di pubblicazione
| Paese                 | Data di pubblicazione | Formato                  |
| --------------------- | --------------------- | ------------------------ |
| Stati Uniti d'America | 24 febbraio 2020      | Airplay                  |
| Mondo                 | 16 marzo 2020         | Download digitale (live) |
| Italia                | 1º maggio 2020        | Airplay                  |